# Josef Muzika
Josef Muzika (24. května 1894 Plavy – 13. února 1982 Nová Paka) byl český houslový virtuos a pedagog.

## Životopis
Jeho otec byl pokladník družstevní záložny a všestranný venkovský muzikant. Byl prvním učitelem malého Josefa ve hře na housle. Velmi brzy jej však předal známému pedagogovi Josefu Malému v Praze, který mu zprostředkoval setkání s profesorem Otakarerm Ševčíkem v Písku. Josef Muzika navštěvoval mistrovskou školu Otakara Ševčíka v Písku a ve Vídni od roku 1908 až do roku 1913. Na Ševčíkovo doporučení se jako houslista dostal do Moskvy, kde se stal členem orchestru Svobodného divadla. V době války vystřídal několik souborů, pro obživu hrál také v orchestru přepychové restaurace Jar. Později působil i jako pedagog na konzervatoři v Samaře. V roce 1917 se zde oženil s pianistkou Ninou Dyňkovou-Večtomovou. V roce 1918 se Josef Muzika přihlásil do československých legií v Rusku a stal se koncertním mistrem v Československém symfonickém orchestru, který se vytvářel v rámci legií. S tímto hudebním tělesem cestoval přes Sibiř do Vladivostoku. Během cesty se manželům narodil syn Igor, který však později po návratu do vlasti zemřel. Z Ruska se přes Ameriku dostal zpět do Evropy. Po sedmi letech se vrátil do rodného domu a spolu s manželkou se věnoval soukromému vyučování hudebního charakteru a pořádal koncerty. V roce 1922 byli přijati jako učitelé na hudební školu v Jičíně. Roku 1930 získal místo profesora na konzervatoři v Krakově. Kromě pedagogické práce koncertoval, přičemž volbou repertoáru se snažil posilovat vzájemné československo-polské přátelství. Od září 1936 se stal profesorem v Brně, ale po vypuknutí druhé světové války byl jako bývalý legionář předčasně penzionován. V roce 1941 se přestěhoval do Nové Paky. Po válce pokračoval ve své koncertní činnosti a vychoval také řadu našich předních houslistů. V roce 1965 mu byl udělen titul zasloužilý umělec. O svém životě a koncertování napsal knížku Houslistův svět. V roce 1971 odehrál svůj desetitisící a poslední koncert. V roce 1974 byl jmenován čestným občanem Nové Paky. Zemřel po krátké nemoci v roce 1982 a je pochován v rodných Plavech.

## Mezinárodní houslová soutěž Mistra Josefa Muziky
V letech 1970–1980 Kruh přátel hudby Nová Paka připravoval pro milovníky vážné hudby každoročně koncerty s profesorem Josefem Muzikou (1894–1982), houslovým virtuosem a čestným občanem města Nová Paka. Dopolední matiné pro místní školy bylo pořádáno za přispění tehdejšího rektora AMU Praha, prof. Antonína Moravce – žáka profesora Josefa Muziky se studenty pražské konzervatoře a Akademie múzických umění. Působení Josefa Muziky si v letech 1997–2017 město Nová Paka každoročně připomínalo hudební soutěží pro děti a mládež „O novopacký achát“.